# Dorfkirche Kleinkorbetha

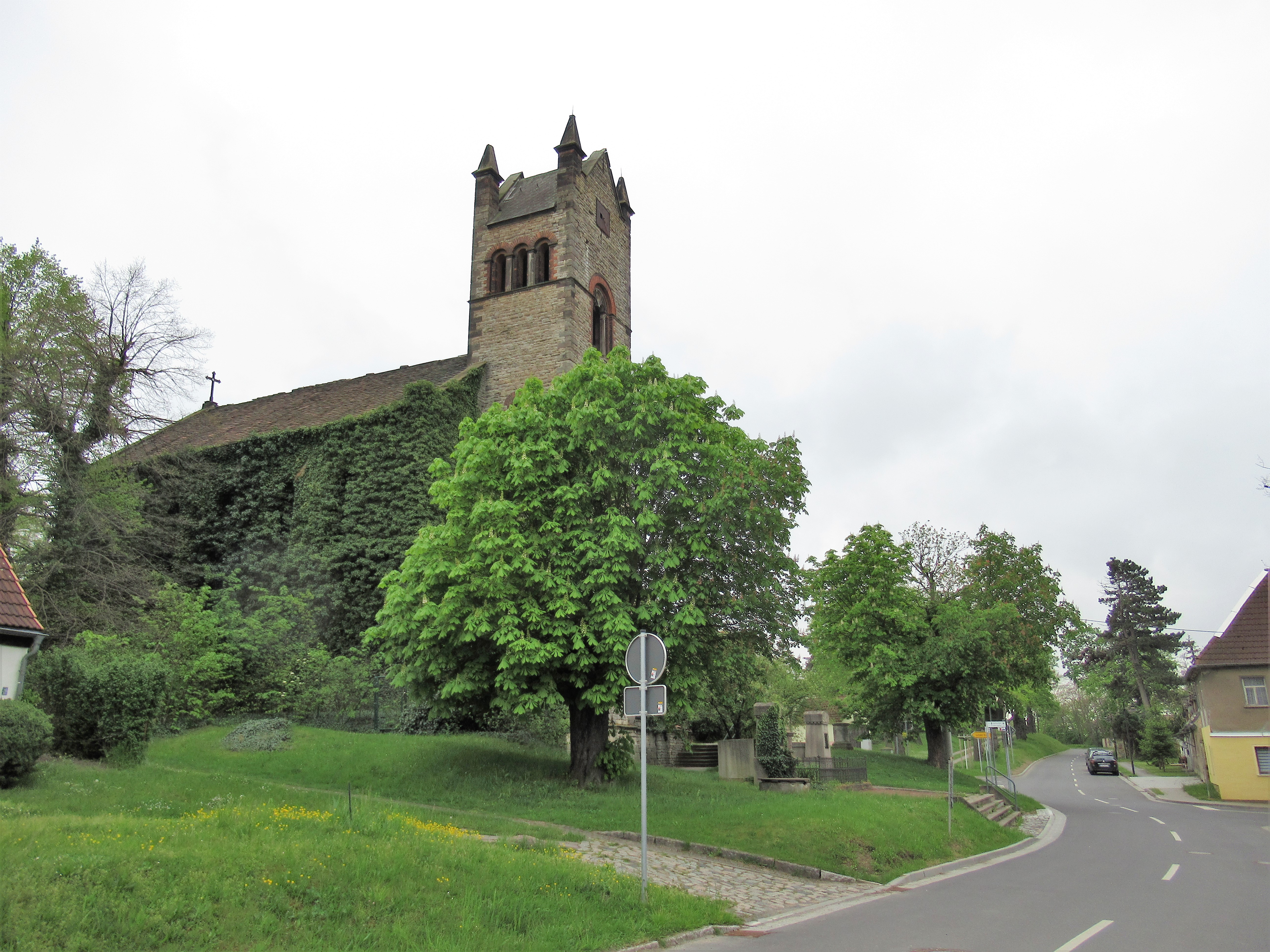
Dorfkirche Kleinkorbetha

Die Dorfkirche Kleinkorbetha ist die ehemalige Kirche von Kleinkorbetha, einer Ortschaft des Ortsteils Großkorbetha der Stadt Weißenfels in Sachsen-Anhalt. Sie gehört zum „Pfarrbereich Weißenfels-Nord (Großkorbetha)“ im Kirchenkreis Merseburg der Evangelischen Kirche in Mitteldeutschland, wird dort aber nicht mehr als Kirchengebäude aufgelistet, da sie nicht mehr genutzt wird.

## Geschichte und Baubeschreibung
Die Nachbardörfer Großkorbetha und Kleinkorbetha besitzen beide eine Kirche. Während die Kirche Großkorbethaer Kirche sich allmählich durch Umbauten veränderte, erhielt Kleinkorbetha im Jahr 1855 einen den Ort dominierenden Neubau. Diese für Dorfverhältnisse oft etwas zu groß wirkenden Kirchen im Rundbogenstil entstanden im 19. Jahrhundert auch in anderen Dörfern im preußischen Regierungsbezirk Merseburg, etwa die St. Marien in Rothenburg, die St. Ursula in Niemberg oder die Dorfkirche Bündorf. Typisch für die Kirchen ist der symmetrische Aufbau, der unter anderem in der gleichen Verteilung der Fenster seinen Ausdruck findet. Am deutlichsten wird er aber bei den beiden offenen Vorhallen, die sich rechts und links des Turmes befinden sowie durch die darüber angeordneten Schiff-Fenster.
Ursprünglich befand sich auf dem Turm ein spitzer Dachreiter, der aber nicht erhalten ist. Er wurde von vier Fialen umgeben, die heute als kleine Türmchen die Dachgestalt des Kirchturms prägen. Die Kirche weist an der Ostseite einen eingezogenen Chor sowie eine relativ hohe Apsis auf, die durch einen Rundbogenfries verziert wird. Auch dieser Chor erhielt symmetrisch angeordnete und gleich gestaltete Anbauten. Am darüber befindlichen Schiffsgiebel wurde ein Ochsenauge eingefügt, über dem sich ein Kreuz auf dem Giebel befindet. Alle Öffnungen werden mit rotem Backstein betont. 
Wiederholt wurde versucht, das Kirchengebäude zu verkaufen. Andere Nutzungskonzepte konnten aufgrund von Baufälligkeit nicht umgesetzt werden. Im Denkmalverzeichnis von Sachsen-Anhalt ist das ehemalige Gotteshaus mit der Erfassungsnummer 094 12174 als Baudenkmal eingetragen.
Über die Ausstattung der Saalkirche ist nicht viel bekannt. Sie besteht heute nur noch aus einer Empore samt Orgel, der Rest wurde ausgelagert. Die Orgel schuf Johann Gottlob Trampeli in den Jahren von 1796 bis 1800.
Westlich vor dem Kirchturm stehen zwei Kriegerdenkmäler und südwestlich das Lutherdenkmal.